# Liepe (Barnim)
Liepe település Németországban, azon belül Brandenburgban. Lakosainak száma 626 fő (2023. december 31.). Liepe Oderberg, Chorin, Niederfinow, Bad Freienwalde (Oder) és Falkenberg (Mark) községekkel határos.

## Népesség
A település népességének változása:
| Lakosok száma | 700  | 643  | 655  | 633  | 621  | 626  |
|               | 2014 | 2017 | 2019 | 2021 | 2022 | 2023 |